# Henry G. Worthington

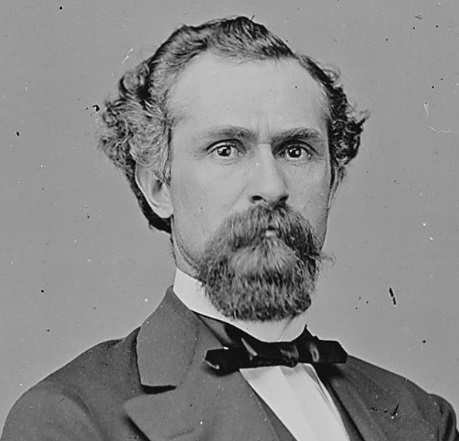
Henry G. Worthington

Henry Gaither Worthington (* 9. Februar 1828 in Cumberland, Maryland; † 29. Juli 1909 in Washington, D.C.) war ein US-amerikanischer Politiker. Zwischen 1864 und 1865 vertrat er den Bundesstaat Nevada im US-Repräsentantenhaus. Außerdem war er amerikanischer Gesandter in Uruguay und Argentinien.

## Frühe Jahre und politischer Aufstieg
Nach der Grundschule studierte Henry Worthington Jura. Nach seiner Zulassung als Rechtsanwalt begann er im Tuolumne County in Kalifornien in seinem neuen Beruf zu arbeiten. Nach einer Reise durch Lateinamerika ließ er sich in San Francisco nieder. Politisch wurde er Mitglied der Republikanischen Partei, als deren Kandidat er 1861 in die California State Assembly gewählt wurde. Im Jahr 1862 zog er nach Austin im Nevada-Territorium.

## Kongressabgeordneter und Diplomat
Nachdem Nevada als Bundesstaat den Vereinigten Staaten beigetreten war, wurde Henry Worthington zum ersten Abgeordneten des neuen Staates im US-Repräsentantenhaus gewählt. Bis 1980 gab es in diesem Staat nur einen Wahlbezirk. Worthington übte sein Mandat zwischen dem 31. Oktober 1864 und dem 3. März 1865 aus. Im Jahr 1865 wurde er zum Leiter der Zollbehörde im Hafen von Charleston (South Carolina) ernannt. Er war auch einer der Sargträger bei der Beerdigung von Abraham Lincoln. In den Jahren 1868 und 1869 diente Worthington als Gesandter in Uruguay und Argentinien; in dieser Funktion folgte er Alexander Asboth. Eine Kandidatur für den US-Senat scheiterte an nur zwei Stimmen. Henry Worthington starb am 29. Juli 1909 in Washington.